# Ordsall
Ordsall är en stadsdel i Retford, i unparished area East Retford, i distriktet Bassetlaw, i grevskapet Nottinghamshire i England. Ordsall var en civil parish fram till 1921 när blev den en del av East Retford. Civil parish hade 5 690 invånare år 1911. Byn nämndes i Domedagsboken (Domesday Book) år 1086, och kallades då Ordeshale.